# 畑方免
畑方免（はたかためん）とは、江戸時代の年貢において、畑地を対象とした特殊な年貢率およびそれによって賦課された年貢のこと。

## 概要
江戸時代の年貢は原則として米の生産量に基づく石高制が採用されていたが、これは米が作れない畑地に対しても適用された。ただし、水田に対する年貢率（田方免）をそのまま採用することはできなかったため、水田のそれよりも低い石盛の算定が行われ、畑方免も低く設定された。畑方免は関東畑永法に代表されるように金納で納税が行われることが多かった。ただし、畑地は一地多作も可能である（土地利用率が高いことから）、木綿の不作時を例外として畑方免は定率で固定化されて凶作による減免は行われなかった。なお、江戸時代中期以後に換金価値が高い商品作物の生産が行われるようになっても畑方免の原則は変化がなかったため、結果的に畑方免の負担水準が低下する傾向がみられるようになった。